# Суперкубок Гібралтару з футболу 2017
Суперкубок Гібралтару з футболу 2017 — 17-й розіграш турніру. Матч відбувся 24 вересня 2017 року між чемпіоном та володарем кубка Гібралтару клубом Юероп та віце-чемпіоном Гібралтару клубом Лінкольн Ред Імпс.
| Володар Суперкубка Гібралтару 2017  |
| ----------------------------------- |
|                                     |
| Лінкольн Ред Імпс Одинадцятий титул |

## Матч

### Деталі
| 24 вересня 2017 20:00 (EEST) |

| Лінкольн Ред Імпс | 2:2 дч   | Юероп          |
| ----------------- | -------- | -------------- |
| Аранда 75', 103'  | Протокол | Гомес 35', 93' |

| Вікторія, Гібралтар Арбітр: Джейсон Барсело |

|                                    |     | Пенальті                            |  |
| Калдерон · Аранда · Наяр · де Барр | 3:1 | Ролдан · Карреньйо · Гомес · Гарсія |  |

| Лінкольн Ред Імпс | Юероп |